# Aglomeració Lannion-Trégor
L' Aglomeració Lannion-Trégor (CCCT) (en bretó Tolpad-kêrioù Lannuon-Treger) és una estructura intercomunal francesa, situada al departament de les Costes d'Armor a la regió Bretanya. Té una extensió de 313,58 kilòmetres quadrats i una població de 53.013 habitants (2007). També és una de les comunitats de municipis que ha signat la carta Ya d'ar brezhoneg.

## Composició
Està formada per les 20 comunes següents : 
| - Kermaria-Sulard - Lannion - Louannec - Plestin-les-Grèves - Pleumeur-Bodou - Ploubezre - Ploulec'h - Ploumilliau - Plouzélambre - Plufur | - Rospez - Saint-Michel-en-Grève - Saint-Quay-Perros - Trébeurden - Trédrez-Locquémeau - Tréduder - Trégastel - Trélévern - Trémel - Trévou-Tréguignec |  |

## Transport
L'Aglomeració Lannion-Trégor gaudeix d'una xarxa de transport en bus urbà i periurbà.

## Economie
L'Aglomeració valorz l'empresariat a través de diverses accions de suport a empreses.
El 1960 Lannion ha vist el desenvolupament de la seva regió mercè a l'arribada del CNET i Alcatel. Lannion i la seva regió agrupen una part important de les activitats de recerca en telecomunicacions de França, en el si del tecnopol Anticipa que aplega un centenar de petites i grans empreses. La seu del pol de competitivitat Images et Réseaux es troba a Lannion. La vila posseeix una antena de la Cambra de Comerç i d'Indústria de les Costes d'Armor.
La sinergia d'aquests organismes i associacions permet a les regions de Lannion i Trégor-Goëlo ser una referent en matèria d'innovació en diferents sectors :
- TIC (95 empreses)
- Òptica/Fotònica (20 empreses)
- Indústria agroalimentària
- Indústria marina (31 empreses)

Actualment l'antic lloc del Centre de telecomuncació per satèl·lit de Pleumeur-Bodou acull la Cité des télécoms.

## Història
Ele 17 d'abril de 2008, Joël le Jeune, alcalde de Trédrez-Locquémeau succeí Denis Mer en la presidència de la comunitat d'aglomeració.